# 高村 (広島県)
高村（たかむら）は、広島県比婆郡にあった村。現在の庄原市の一部にあたる。

## 地理
西城川の流域に位置していた。

## 歴史
- 1889年（明治22年）4月1日、町村制の施行により、三上郡高村、川西村、小用村、大久保村が合併して村制施行し、高村が発足[1][2]。旧村名を継承した高、川西、小用、大久保の4大字を編成[2]。
- 1898年（明治31年）10月1日、郡の統合により比婆郡に所属[1][2]。
- 1909年（明治42年）大字高字寺川に高郵便局開設[2]。
- 1954年（昭和29年）3月31日、比婆郡庄原町、本田村、敷信村、山内東村、山内西村、山内北村と合併し、市制施行し庄原市を新設して廃止された[1][2]。

## 産業
- 農業[2]

## 交通

### 鉄道
- 1934年（昭和9年）三神線（現芸備線）備後庄原～備後西城間開通し大字高字出口に高駅開設[2]。

### 乗合馬車
- 大正初期、西城～三次間に乗合馬車運行[2]。